# Dhatau
Dhatau là một thị trấn thống kê (census town) của quận Raigarh thuộc bang Maharashtra, Ấn Độ.

## Nhân khẩu
Theo điều tra dân số năm 2001 của Ấn Độ, Dhatau có dân số 5035 người. Phái nam chiếm 56% tổng số dân và phái nữ chiếm 44%. Dhatau có tỷ lệ 72% biết đọc biết viết, cao hơn tỷ lệ trung bình toàn quốc là 59,5%: tỷ lệ cho phái nam là 78%, và tỷ lệ cho phái nữ là 65%. Tại Dhatau, 14% dân số nhỏ hơn 6 tuổi.